# Paul Allen (animateur)
Pour les articles homonymes, voir Paul Allen et Allen.
Paul Allen est un animateur américain qui a travaillé pour les studios Disney dans les années 1930 et 1940.

## Filmographie
- 1933 : The Pied Piper
- 1935 : Carnaval des gâteaux
- 1935 : Mickey pompier
- 1936 : Cousin de campagne
- 1936 : Mickey bienfaiteur
- 1937 : Cabaret de nuit
- 1938 : Les Neveux de Donald
- 1939 : Donald's Lucky Day
- 1940 : Mr. Duck Steps Out
- 1941 : Bonne nuit Donald
- 1941 : Truant Officer Donald
- 1941 : Donald fermier
- 1941 : Donald cuistot
- 1942 : Donald à l'armée
- 1942 : Saludos Amigos
- 1943 : Gauche... Droite
- 1943 : Facéties militaires
- 1944 : Donald Duck and the Gorilla
- 1944 : The Plastics Inventor
- 1945 : Donald's Crime
- 1945 : Old Sequoia
- 1946 : Sleepy Time Donald
- 1947 : Wide Open Spaces
- 1948 : Drip Dippy Donald
- 1948 : Donald's Dream Voice
- 1948 : The Trial of Donald Duck
- 1980 : Mickey Mouse Disco